# Нананго (избирательный округ)

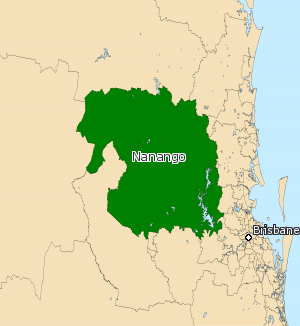
Карта избирательного округа Нананго 2008

Избирательный округ Нананго (англ. Electoral district of Nanango) — избирательный округ в штате Квинсленд (Австралия). Среди крупных населённых пунктов округа — Нананго, Кингарой и Кроус-Нест.
Избирательный округ Нананго создавался дважды. Впервые он был создан в 1912 году, а в 1950 году был заменён округом Барамбах. В 2001 году вместо Барамбаха снова был создан избирательный округ Нананго.
Йоханнес Бьелке-Петерсен, 31-й премьер-министр Квинсленда, в период с 1947 по 1950 годы был депутатом Законодательного собрания Квинсленда от округа Нананго.

## Депутаты Нананго
| Первое воплощение (1912—1950)   | Первое воплощение (1912—1950) | Первое воплощение (1912—1950)              | Первое воплощение (1912—1950) |
| Депутат                         | Депутат                       | Партия                                     | Срок                          |
| ------------------------------- | ----------------------------- | ------------------------------------------ | ----------------------------- |
|                                 | Роберт Ходж                   | Союз фермеров                              | 1912—1920                     |
|                                 | Джим Эдвардс                  | Союз фермеров / Аграрная                   | 1920—1947                     |
|                                 | Йоханнес Бьелке-Петерсен      | Аграрная                                   | 1947—1950                     |
| Второе воплощение (с 2001 года) |                               |                                            |                               |
| Депутат                         | Депутат                       | Партия                                     | Срок                          |
|                                 | Дороти Пратт                  | Независимый кандидат                       | 2001—2012                     |
|                                 | Деб Фреклингтон               | Либеральная национальная партия Квинсленда | с 2012 года                   |

## Результаты выборов
| Выборы в штате Квинсленд в 2020 году: Нананго | Выборы в штате Квинсленд в 2020 году: Нананго | Выборы в штате Квинсленд в 2020 году: Нананго | Выборы в штате Квинсленд в 2020 году: Нананго | Выборы в штате Квинсленд в 2020 году: Нананго | Выборы в штате Квинсленд в 2020 году: Нананго |
| Партия                                        | Партия                                        | Кандидат                                      | Голоса                                        | %                                             | ±%                                            |
| --------------------------------------------- | --------------------------------------------- | --------------------------------------------- | --------------------------------------------- | --------------------------------------------- | --------------------------------------------- |
|                                               | Либеральная национальная                      | Деб Фреклингтон                               | 16 085                                        | 49,91                                         | +1.91                                         |
|                                               | Лейбористская                                 | Марк Стэплтон                                 | 8908                                          | 27,64                                         | +8,37                                         |
|                                               | Одна нация                                    | Тони Скримшоу                                 | 4737                                          | 14,70                                         | -12,74                                        |
|                                               | Легализации каннабиса                         | Мэгги О'Рэнс                                  | 1342                                          | 4,16                                          | +4,16                                         |
|                                               | Зелёные                                       | Джон Харбисон                                 | 1154                                          | 3,58                                          | -1,71                                         |
| Большинство                                   | Большинство                                   | Большинство                                   | 32 226                                        | 97,40                                         | +0,77                                         |
| Явка                                          | Явка                                          | Явка                                          | 33 085                                        | 89,01                                         | -0,59                                         |
| Голосование по предпочтениям за две партии    |                                               |                                               |                                               |                                               |                                               |
|                                               | Либеральная национальная                      | Деб Фреклингтон                               | 20 049                                        | 62,21                                         | -1,15                                         |
|                                               | Лейбористская                                 | Марк Стэплтон                                 | 12 177                                        | 37,79                                         | +37,79                                        |
|                                               | Либеральная национальная (удержание)          | Либеральная национальная (удержание)          | Свинг                                         |                                               |                                               |